# Arctic (сорт яблок)
Arctic — торговая марка генетически модифицированных яблок. Основное генетическое изменение — мякоть этих яблок не темнеет при контакте с воздухом. Сорта этой марки созданы в канадской компании Okanagan Specialty Fruits, Inc.
Зарегистрированы три ГМ-сорта серии Arctic: Arctic, Arctic Fuji и Arctic Golden Delicious.

## Описание
Сотрудники биотехнологической компании Okanagan Specialty Fruits, Inc. (OSF) из г. Саммерленд в канадском штате Британская Колумбия взяли яблоки сорта Golden и путём генетических манипуляций сделали яблоки, мякоть которых не темнеет на воздухе. Затем такое же изменение провели с сортом Granny. Вскоре после создания этих яблок компания Intrexon американского предпринимателя и инвестора Рэндал Кёрк купила OSF.
В яблоках Arctic подавлена экспрессия гена, который синтезирует фермент, заставляющий окрашиваться срезанную мякоть в коричневый цвет. Это была первая такая модификация, до тех пор в ГМ-растения только добавляли «внешние» генетические последовательности (обнаруженные у других видов живых существ).
В 2012 году Okanagan Specialty Fruits запросила у USDA подтверждение об отсутствии регуляторных требований к яблокам Arctic. В 2015 году USDA подтвердили возможность свободной продажи сортов Arctic Granny и Arctic Golden в США
.

### Генетические изменения
Изменения в сорте Arctic:
1. PGAS PPO suppression gene (источник гена — Яблоня домашняя лат. Malus domestica) снижает (подавляет) производство фермента полифенолоксидазы[англ.], ответственного за потемнение плода на срезе.
2. nptII (источник гена — Escherichia coli), производящий фермент неомицин-фосфотрансферазу II, что придаёт растению устойчивость к неомицину и канамицину[9]

Изменения в сорте Arctic Fuji:
1. PGAS PPO suppression gene
2. nptII

Изменения в сорте Arctic Golden Delicious
:
1. PGAS PPO suppression gene
2. nptII